# Boiry-Notre-Dame
Boiry-Notre-Dame är en kommun i departementet Pas-de-Calais i regionen Hauts-de-France i norra Frankrike. Kommunen ligger i kantonen Vitry-en-Artois som tillhör arrondissementet Arras. År 2022 hade Boiry-Notre-Dame 443 invånare.

## Befolkningsutveckling
Antalet invånare i kommunen Boiry-Notre-Dame
| Referens: INSEE |